# Ashwini Ponnappa
Ashwini Ponnappa (Bangalore, 18 de septiembre de 1989) es una deportista india que compitió en bádminton. Ganó una medalla de bronce en el Campeonato Mundial de Bádminton de 2011 en la prueba de dobles.

## Palmarés internacional
| Campeonato Mundial | Campeonato Mundial    | Campeonato Mundial | Campeonato Mundial |
| Año                | Lugar                 | Medalla            | Prueba             |
| ------------------ | --------------------- | ------------------ | ------------------ |
| 2011               | Londres (Reino Unido) | Medalla de bronce  | Dobles             |